# Florence Haig
Pour les articles homonymes, voir Haig.
Florence Eliza Haig (1856-1952) est une artiste et suffragette écossaise qui a été décorée pour des emprisonnements et des grèves de la faim.

## Biographie
Haig est née en 1856. Son père est un avocat du Berwickshire et elle a deux sœurs Cecilia et Evelyn. Elle est la cousine maternelle de Margaret Haig Thomas. Son cousin Douglas Haig est nommé maréchal en 1915.  Elle est une artiste et son pastel du physicien John Tyndall a été photographié et une copie se trouve à la National Portrait Gallery. 
Son implication dans le mouvement pour le droit de vote des femmes a commencé avec un don de 1 £ en 1901 à la National Union of Women's Suffrage Societies. Elle en fait un autre en 1907 mais en février elle est attirée par la rivale Women's Social and Political Union (WSPU). Il s'agit d'une organisation plus militante dirigée par Emmeline Pankhurst. Haig les a vus en action au « Parlement des femmes » qui a eu lieu le 24 février 1907 à Caxton Hall . 

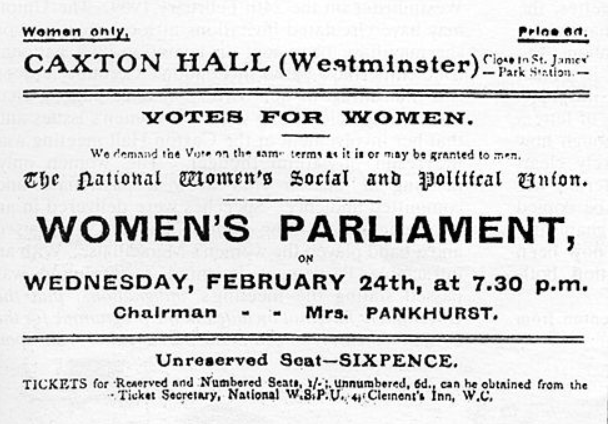
Le « Parlement des femmes » 24 février 1909.

Haig et sa sœur, Evelyn, créent une branche locale de la WSPU à Édimbourg, mais elle part ensuite pour Londres. Haig rencontre par la jeune Grace Roe alors que les suffragettes tapissent de craie le pavé de Kensington High Street. Haig invite Roe à la démonstration à Hyde Park et elle inspirée par Christabel Pankhurst. Haig est devenue membre fondatrice de la East London Federation of Suffragettes et avait son atelier d'artiste à Limehouse, et a coordonné toutes les classes de femmes pour faire campagne ensemble. 
Haig fait partie de la délégation de 1908 avec Emmeline Pankhurst, à laquelle participent également Jessie Stephenson (en), Maud Joachim (en) et Mary Phillips, lorsque Emmeline Pankhurst tente en vain de voir le Premier ministre. Un an après le Parlement des femmes, elle participe à l'audacieux « raid du pantechnicon ». C'est là qu'un fourgon de meubles (pantechnicon) servait de « cheval de Troie »  pour faire venir vingt suffragettes à la Chambre des communes. Quand elles sont proches, Haig, Marie Brackenbury, Georgina Brackenbury rejoignent les autres qui tentent de se frayer un chemin dans le hall. Haig est arrêtée avec les Brackenbury. Elles reçoivent des peines de six semaines. Haig déclare lors de sa libération qu'il est « merveilleux de voir comment chaque femme qui agit influence son propre cercle. Des amis qui auparavant n'étaient peut-être que modérément en faveur, sont convertis en travailleurs actifs et avides de la cause. Sortir est si délicieux que la stupidité de l'époque à Holloway est oubliée ». 

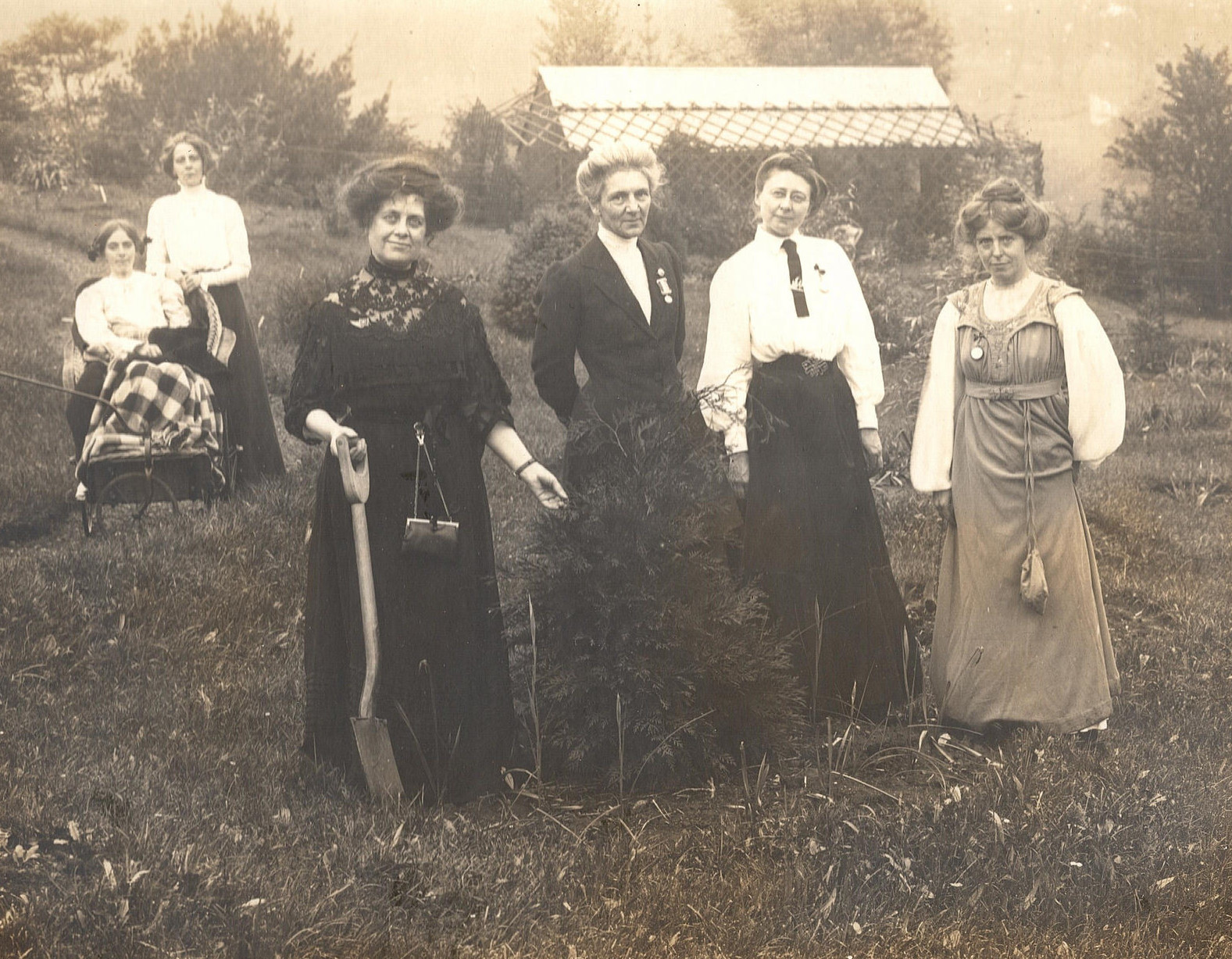
Jessie et Kitty Kenney, Florence Haig, Marion Wallace Dunlop et Mary Blathwayt à Eagle House.

L'emprisonnement de Haig est célébré et sa grève de la faim est reconnue par les dirigeants du mouvement.
Elle a droit à la tradition de planter un arbre commémoratif au « repos des suffragettes », surnom de la maison de Mary Blathwayt à Eagle House dans le Somerset. C'est là que les parents de Blathwayt se livrent à leur enthousiasme WSPU et accueillent les femmes qui doivent récupérer après leur l'emprisonnement. Ses parents mettent des terres de côté pour planter un arbre individuel pour chaque membre de la WSPU condamnée à la prison pour la cause suffragiste. La plantation est ensuite photographiée par le père de Blathwayt. Les arbres et les photographies ont enregistré leurs réalisations, connues sous le nom de « Annie's Arboretum » d'après la suffragette Annie Kenney, l'une des premières à récupérer chez les Blathwayt.

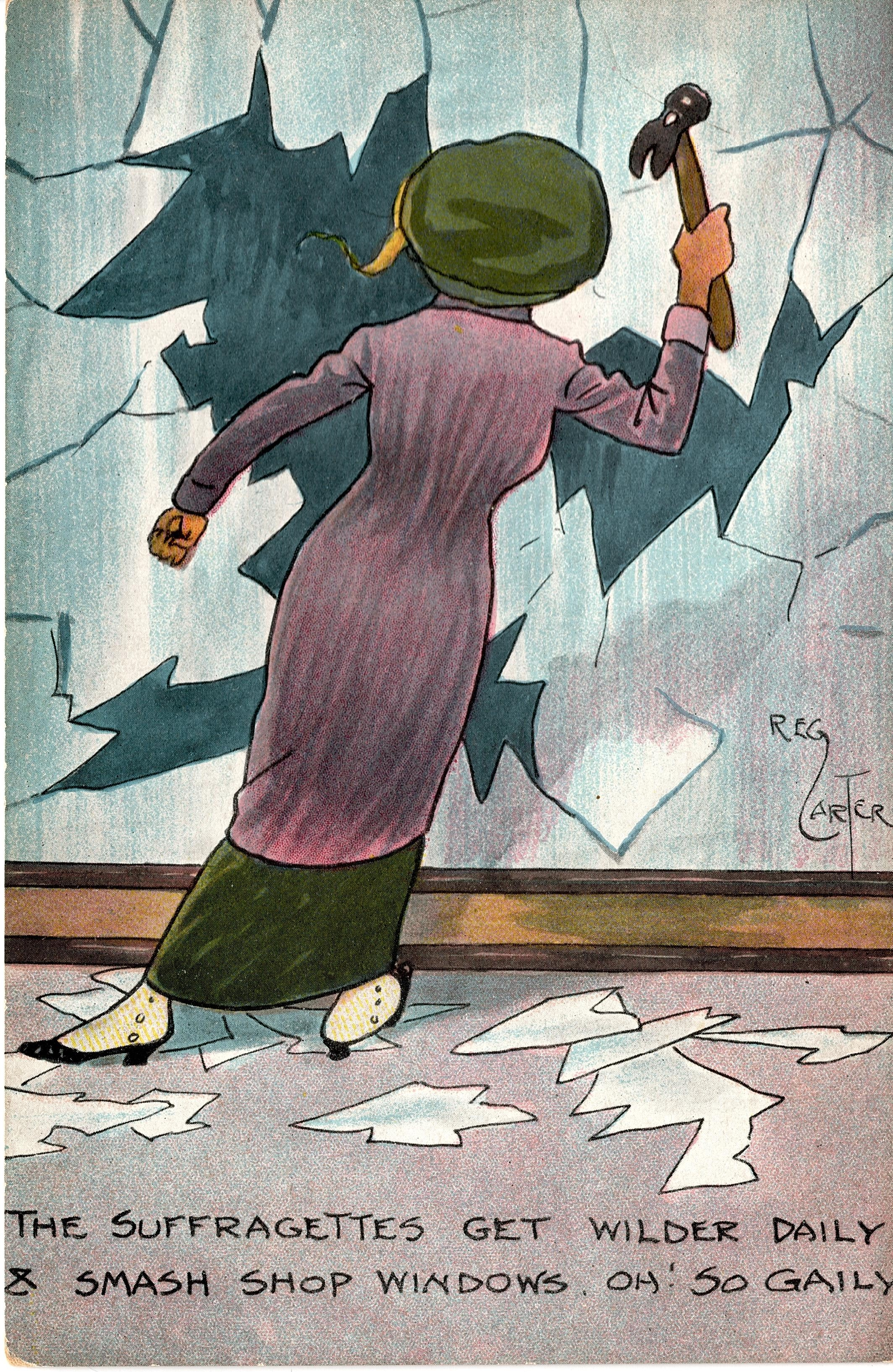
Dessin de Reg Carter, d'une femme aux couleurs des suffragettes brisant les vitres.

En 1912, la WSPU organise une campagne massive de bris de vitres dans Oxford Street à Londres. Beaucoup de participantes sont arrêtése et Haig, participant malgré la mort récente de sa sœur Cecilia, brise les vitres de D.H.Evans et est arrêtée avec sa cousine Janet Boyd et reçoit une peine de quatre mois pour son implication.
Haig entame immédiatement une grève de la faim et est ensuite relâchée au bout de quatre jours. 

Haig reçoit une Hunger Strike Medal « pour la vaillance » décernée par la WSPU. La citation gravée sur la barre est « For Valour » et l'inscription dit
"PRÉSENTÉ PAR L'UNION SOCIALE ET POLITIQUE DES FEMMES EN RECONNAISSANCE D'UNE ACTION GALANTE, PAR LEQUEL À TRAVERS L'ENDURANCE JUSQU'À LA DERNIÈRE EXTRÉMITÉ DE LA FAIM ET DE LA DIFFICULTÉ UN GRAND PRINCIPE DE JUSTICE POLITIQUE A ÉTÉ CONFIRMÉ."
Les rubans des médailles sont aux couleurs de la WSPU, vert blanc et violet. La médaille de Haig (il manque la boîte) se trouve au musée de Londres. 
Haig quitte la Fédération de l'Est de Londres au début de la Première Guerre mondiale et rejoint Emmeline Pankhurst, Annie Kenney et Mabel Tuke dans leur arrêt de militantisme et leur tour pour soutenir l'effort de guerre. Haig fait partie des militantes choisies comme porteur de cercueil lors des funérailles d'Emmeline Pankhurst en juin 1928. 
Haig expose régulièrement et rejoint la Society of Women Artists en 1934. 
Haig est morte à Wandsworth,  Londres en 1952.